# Brodowiner Gespräche

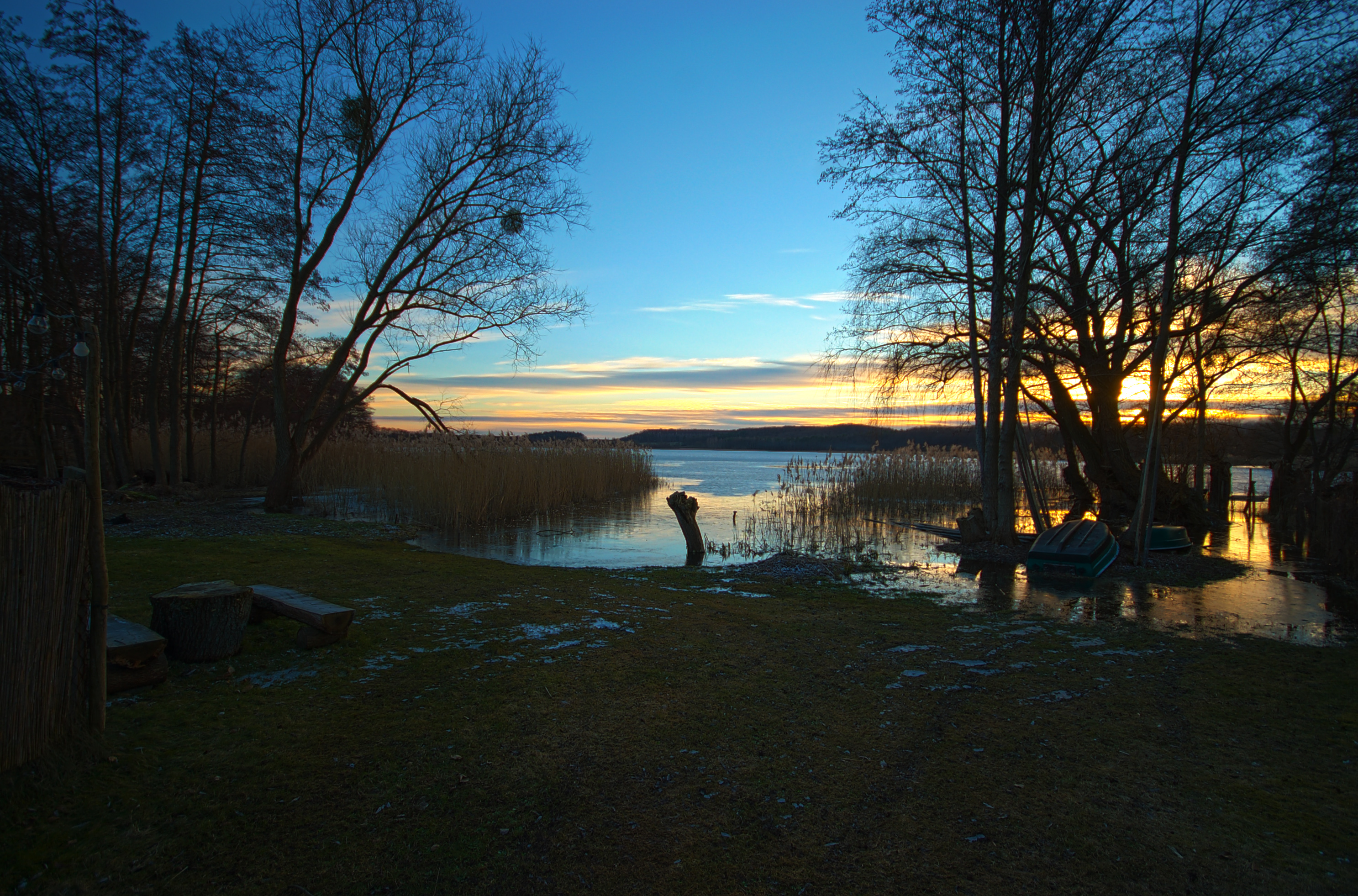
Umgebung des Dorfes Brodowin

Die Brodowiner Gespräche wurden im Jahr 1981 von Reimar Gilsenbach ins Leben gerufen. Brodowin war der Wohnort von Gilsenbach. Die Gespräche wurden in den folgenden Jahren von der Gesellschaft für Natur und Umwelt im Kulturbund der DDR in ihr Programm aufgenommen. Gilsenbach lud ein, um mit Schriftstellern und Wissenschaftlern gemeinsam drängende Fragen des Natur- und Umweltschutzes zu diskutieren. Michael Succow, einer der Teilnehmer an diesen Gesprächen erinnerte sich: „Das war eine Bewegung, die kluge Köpfe vereinigte, die das System DDR reformieren wollten.“
Die Brodowiner Gespräche wurden nach 1989 unter der Leitung von Lia Pirskawetz, einer Umweltschriftstellerin, die bereits an den ersten Gesprächen beteiligt war, unter dem Namen „Jahrestagungen umweltengagierter Schriftsteller Deutschlands“ fortgeführt.